# Saint-Martin-Lacaussade
Saint-Martin-Lacaussade es una población y comuna francesa del departamento de Gironda en la región de Nueva Aquitania.

## Geografía
Está situado en el Blayais. Produce vinos de la AOC Blaye. 

## Cultura
De su patrimonio destaca la iglesia templaria del siglo XII.

## Demografía
| 568 | 588 | 595 | 791 | 798 | 856 | 1 103 |
| Para los censos de 1962 a 1999 la población legal corresponde a la población sin duplicidades (Fuente: INSEE [Consultar]) |     |     |     |     |     |       |